# 馬丁航空495號班機空難

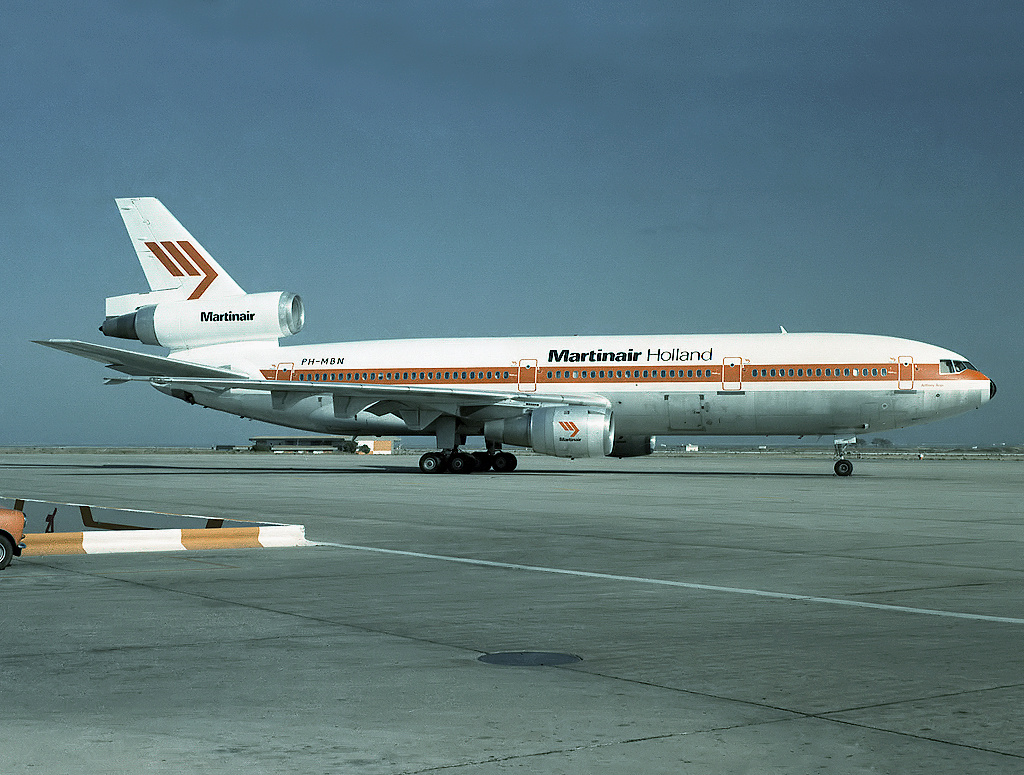
失事飛機，1985年攝於法魯機場

馬丁航空495號班機（MP495）是由一架註冊編號PH-MBN的DC-10執行的，由荷蘭阿姆斯特丹飛往葡萄牙法魯的假日包機，於1992年12月21日在法魯機場11跑道降落時遭遇風切變墜毀，造成54名乘客和2名機組人員死亡，106人受傷。此次空難亦稱“法魯空難”（荷蘭語：Vliegramp Faro）。

## 事故經過
荷蘭當地時間5時52分，馬丁航空MP495號班機在因二號發動機推力反向器故障延誤40分鐘之後由史基浦機場起飛。飛行2小時17分鐘之後，班機準備降落在法魯機場，被告知法魯一帶有雷雨。8時20分，這架DC-10獲得下降至1220米的指令，6分鐘之後按進一步指令降至650米。機組人員於8時29分獲悉法魯機場跑道積水，副機長將自動駕駛儀由指令模式（CMD）調整至駕駛盤模式（CWS）。1分鐘之後，自動駕駛被切換至手動模式，飛機的空速開始降至參考速度以下。機組人員調整升降舵以增大仰角，擾流板隨即展開。但飛機發生右偏，右側主起落架以900英尺每秒的下降率觸地，飛機在跑道上滑行1100米后停住，偏出跑道，斷成兩截並起火。飛機在墜毀前已至少經歷兩次微下擊暴流。

## 失事客機
失事飛機註冊編號為PH-MBN，是一架1975年生產的DC-10-30CF（客貨可轉換型），於1975年10月29日首飛，同年11月26日交付馬丁航空，使用通用电气CF6-50C发动机，此後一度短期租予曼達拉航空、新加坡航空、加魯達印尼航空、世界航空。該機於1992年以「售後租回」方式售予荷蘭皇家空軍，原訂於完約後與同公司另一架DC-10一併送往美國並改裝為KC-10加油機。正因如此，馬丁航空需向空軍賠償一架同款飛機。

## 空難原因
荷蘭航空安全委員會指出，因塔台報告錯誤的天氣資訊，該航班降落跑道為11，塔台卻報告為29跑道，因此，機組人員碰到的實際風速比塔台提供的風速高出15節，所以並未料到飛機進近過程中風切變的可能性，在降落的關鍵時刻關閉自動油門並碰到一組微爆流，使飛機下降率過高，最終撞地。

## 外部連結
- 葡萄牙航空事故防范及调查部（英语：Aviation Accidents Prevention and Investigation Department） (Gabinete de Prevenção e Investigação de Acidentes com Aeronaves, GPIAA)：
  - 最终报告- 荷兰航空安全委员会(Netherlands Aviation Safety Board)提供的非官方翻译 ( （页面存档备份，存于）)
  - 最终报告 （页面存档备份，存于） （葡萄牙文）
    - 报告文本( （页面存档备份，存于）, Alt Alt #2) - 原版
- VliegrampFaro.nl（页面存档备份，存于） 一名空难幸存者建立的网站